# Пілбара
21° пд. ш. 119° сх. д. / 21° пд. ш. 119° сх. д.
Пілбара (Pilbara) — один із дев'яти регіонів австралійського штату Західна Австралія. Розташований на північному заході штату на березі Індійського океану, між річками Де-Грей і Ашбертон. Регіон відомий своїми величезними покладами корисних копалин, зокрема залізної руди. Для статистичних цілей регіон складається з чотирьох адміністративних одиниць: Ашбертон, Східна Пілбара, Порт-Гедленд і Роборн. Площа регіону становить приблизно 510 000 км², а населення — 42 411 (2001).

## Історія
Перші люди прибули до Австралії щонайменше 60 тисяч років тому, залишивши докази своєї присутності в цьому регіоні петрогліфами, датованими 30 тисячами років. Більше 30 соціолінгвістичних груп розселилися до приходу європейців. Френсіс Грегорі був першим, хто дослідив цей регіон у 1861 році.

## Географія
Відповідно до Закону про розвиток регіональних комісій, Пілбара складається з таких районів місцевого самоврядування: Ашбертон, Східна Пілбара, Порт-Гедленд і Роборн.
Площа регіону Пілбара становить 507 896 км² (включаючи прибережні острови). Населення становить трохи менше 40 000 осіб, більшість з яких проживає в західній третині регіону, в таких містах, як Порт-Гедленд, Каррата, Вікем і Ньюмен. Три основні порти: Порт-Гедленд, Дампір і Порт-Волкотт.
Регіон складається з трьох різних географічних зон. Західна третина — це узбережжя Робурна, де більшість населення проживає в містах, а також велика частина промисловості та торгівлі. Східна третина майже повністю пустельна і населена лише невеликою кількістю аборигенів. Вони розділені внутрішнім нагір'ям Пілбара, включаючи переважаючий хребет Гамерслі, де є значна кількість шахтарських міст, хребет Чічестер та інші. Ці плато мають низку ярів та інших природних пам'яток.

## Клімат

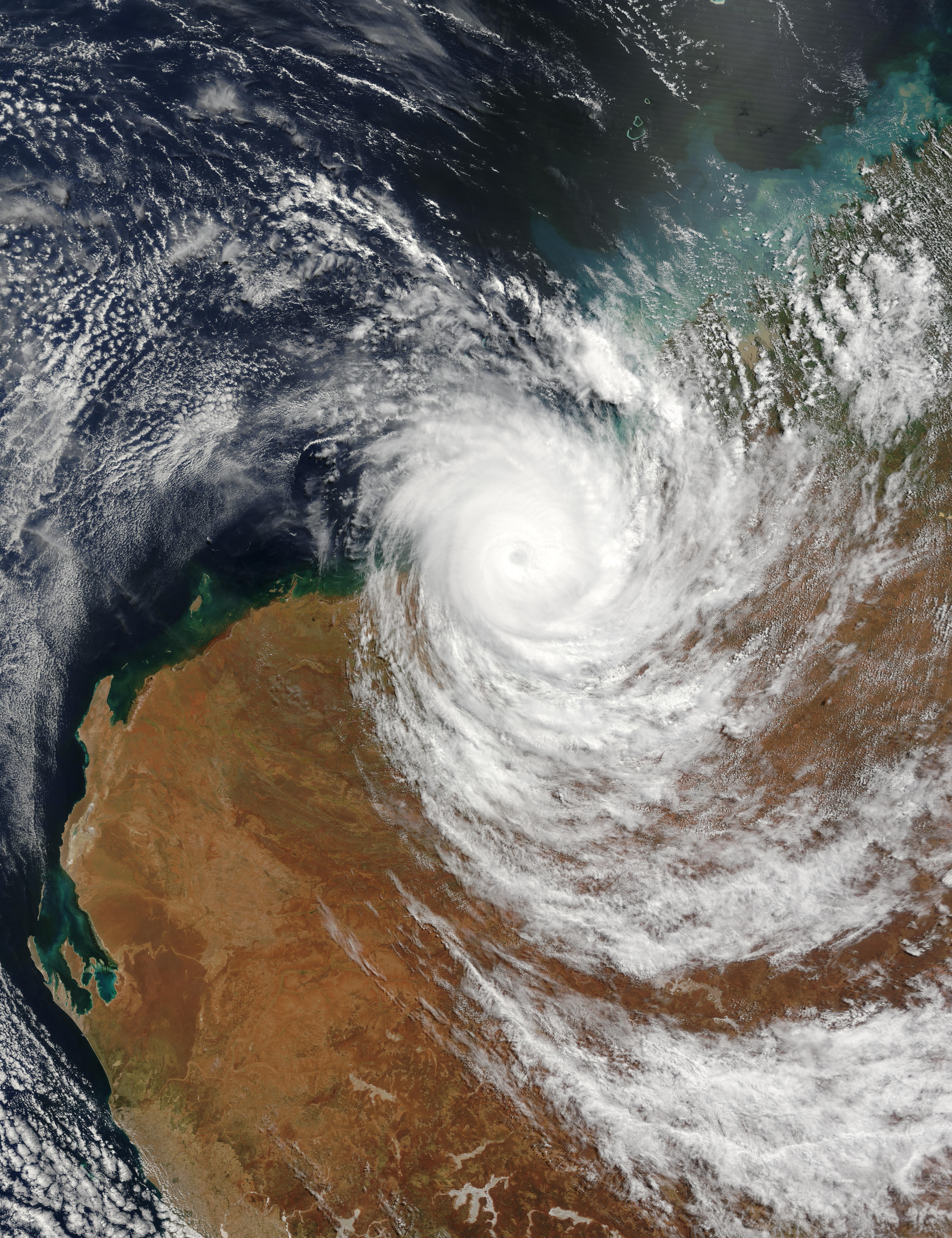
Зображення циклону Fay біля західного узбережжя Австралії 24 березня 2004 року.

Клімат Пілбарди переважно сухий і напівсухий. Потоп є значною загрозою у період теплого дощу між листопада і травнем. Як і більшість північного узбережжя Австралії, прибережні райони атакуються тропічними циклонами. Через відносно низьку щільність населення в регіоні Пілбара ці циклони рідко викликають значні матеріальні збитки або людські втрати.

## Економіка
Економіка Пілбари базується на видобутку та експорті нафти та її похідних. Більшість заліза в Австралії видобувають у цьому регіоні . У залізорудній промисловості зайнято 9000 людей. Пілбара також має одну з найбільших у світі марганцевих шахт, Woodie Woodie, за 400 кілометрів на південний схід від Порт-Гедленда.

У регіоні також є кілька станцій для випасу овець і значний туристичний сектор із природними пам'ятками, включаючи національні парки.

## Дика природа
Домінантною рослинністю регіону Пілбари є акації та посухостійкі кущі, а також трави Triodia spinifex. Декілька видів акацій є ендемічними для регіону та є предметом програм збереження.
Пілбара є домом для різноманітних ендемічних видів, пристосованих до цього складного середовища, включаючи десятки видів стигофауни (мікроскопічних безхребетних, які живуть під землею у водоносних горизонтах регіону). Оливковий пітон Пілбари (Liasis olivaceus barroni), миша Pseudomys chapmani і сумчаста миша Ningaui timealeyi належать до багатьох видів тварин у крихких пустельних екосистемах. Серед місцевих птахів можна виділити австралійського підсоколика (Falco longipennis), австралійського боривітра (Falco cenchroides), луня австралійського (Circus assimilis), папужку різнобарвного (Psephotus varius), папужку хвилястого (Melopsittacus undulatus) і жовточубого какаду (Cacatua galerita).
Дикій природі завдано серйозної шкоди через видобуток заліза, природного газу та азбесту, але культура та навколишнє середовище в найбільш чутливих районах регіону тепер захищені створення національних парків.

## Галерея

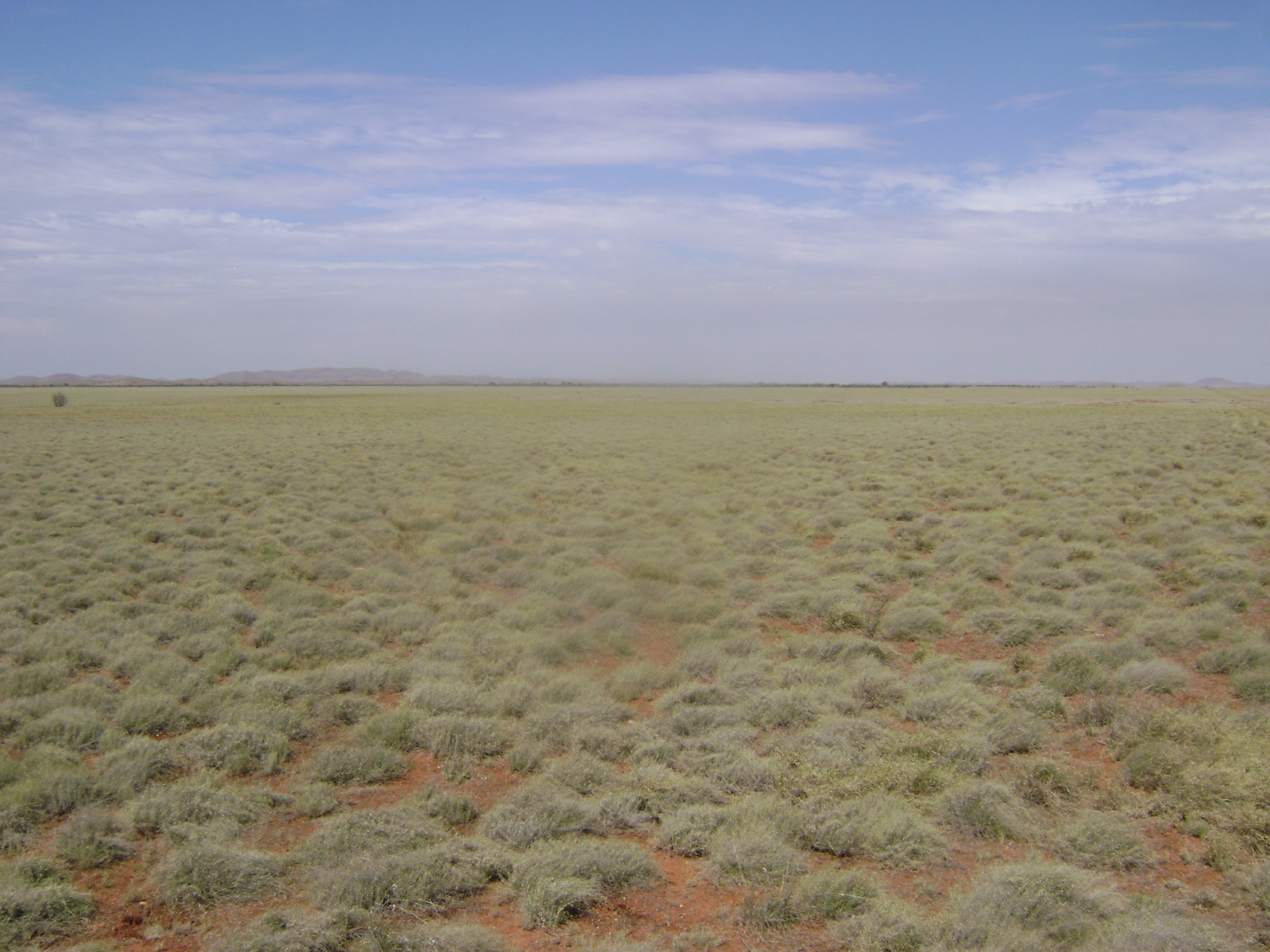
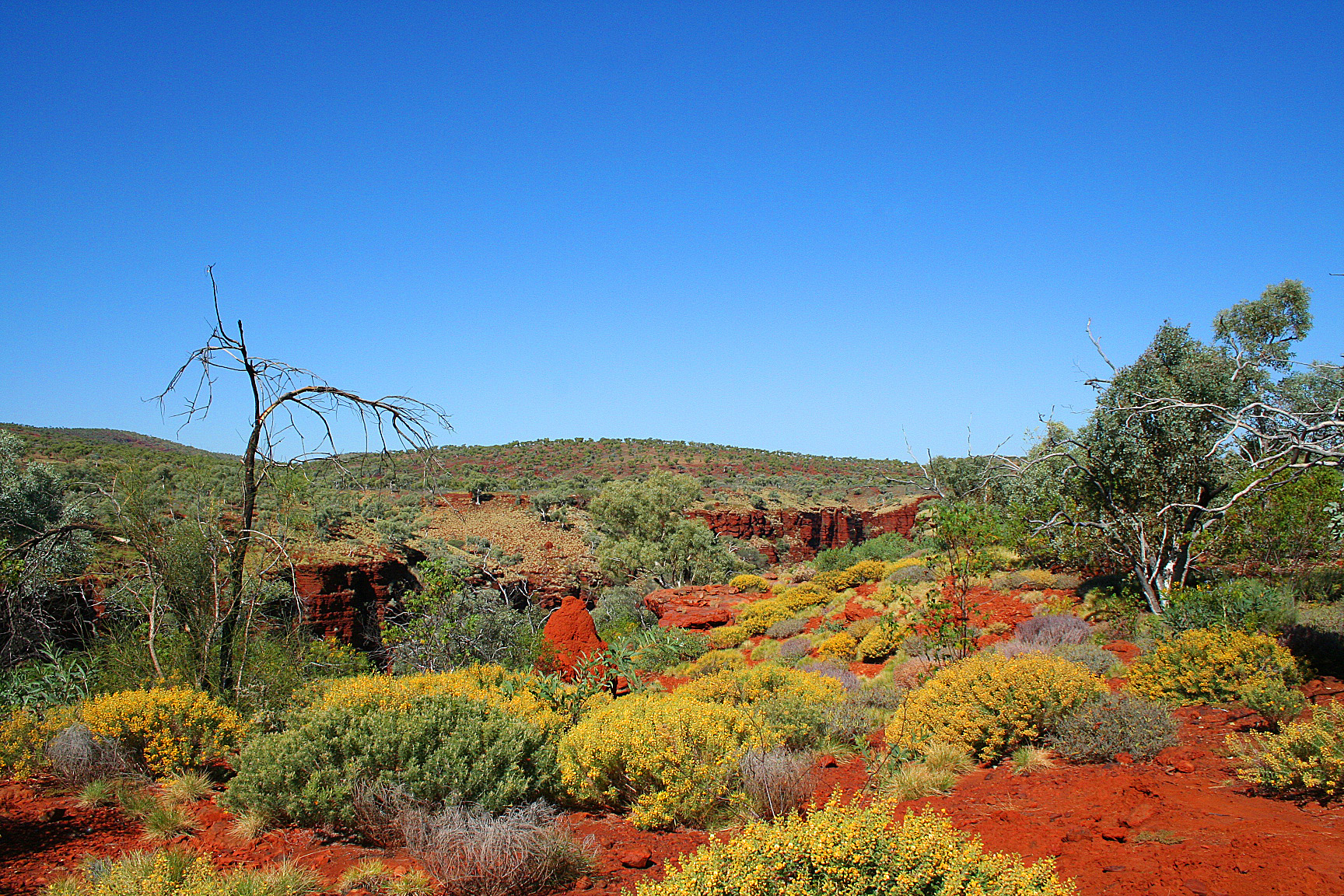
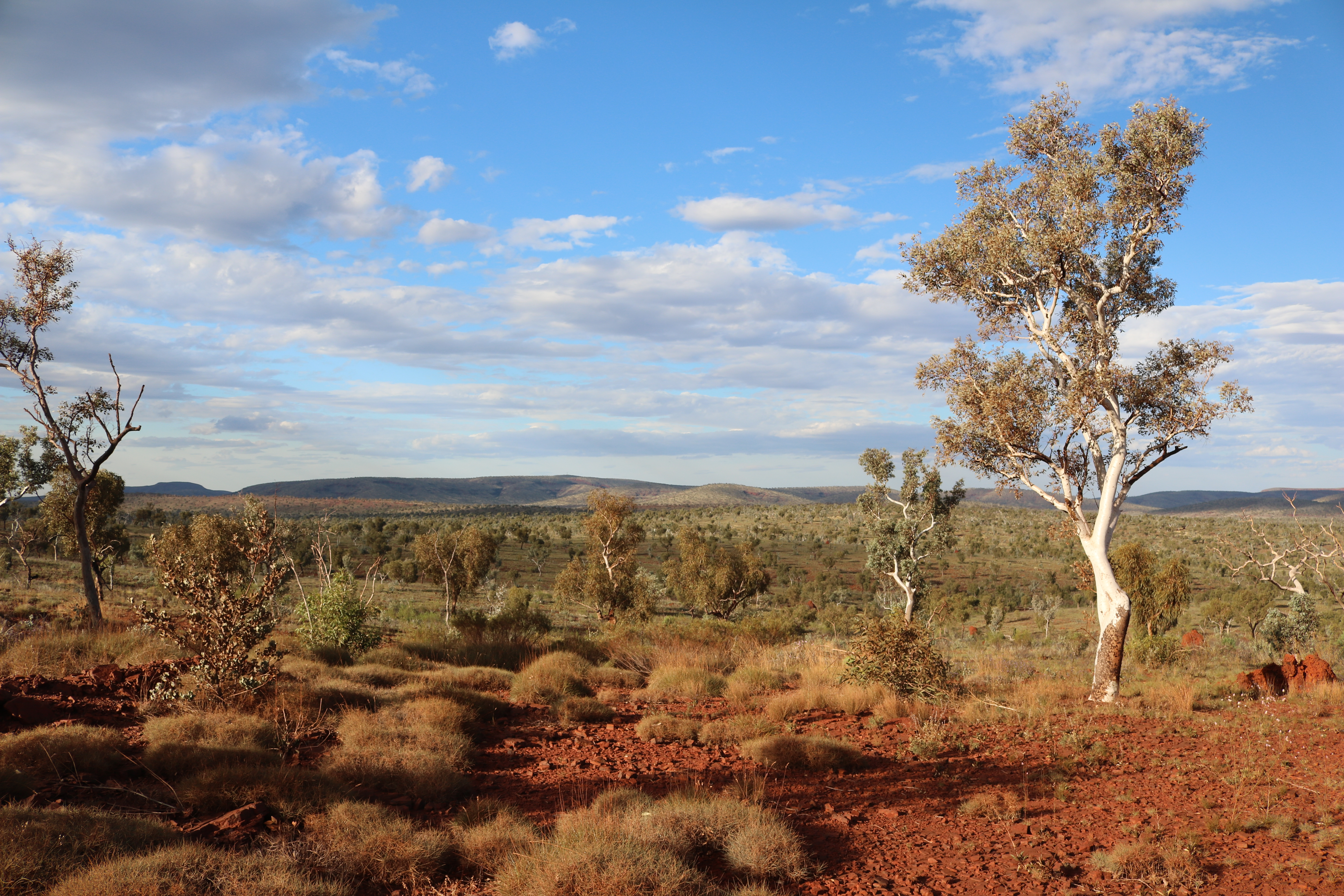
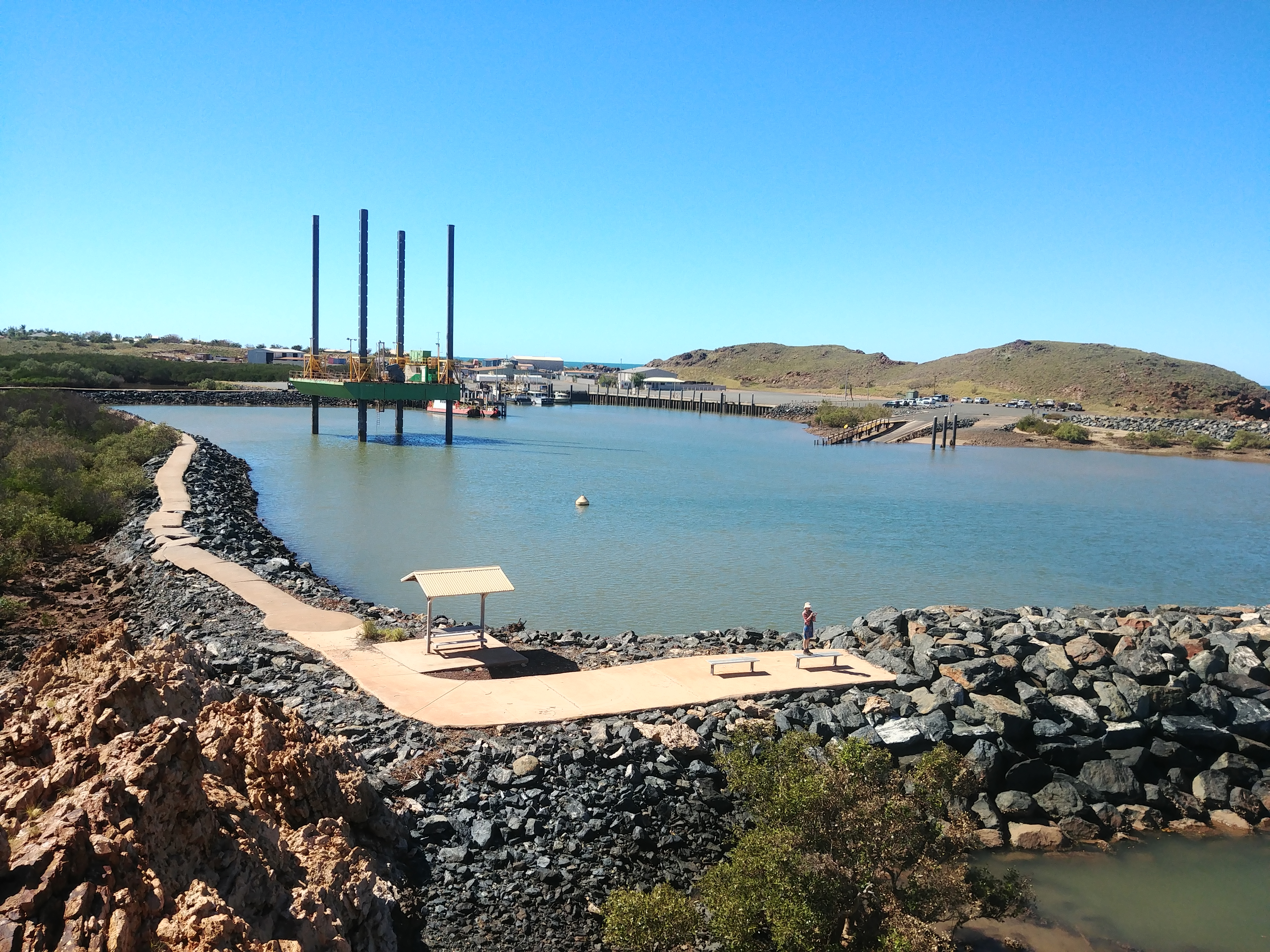
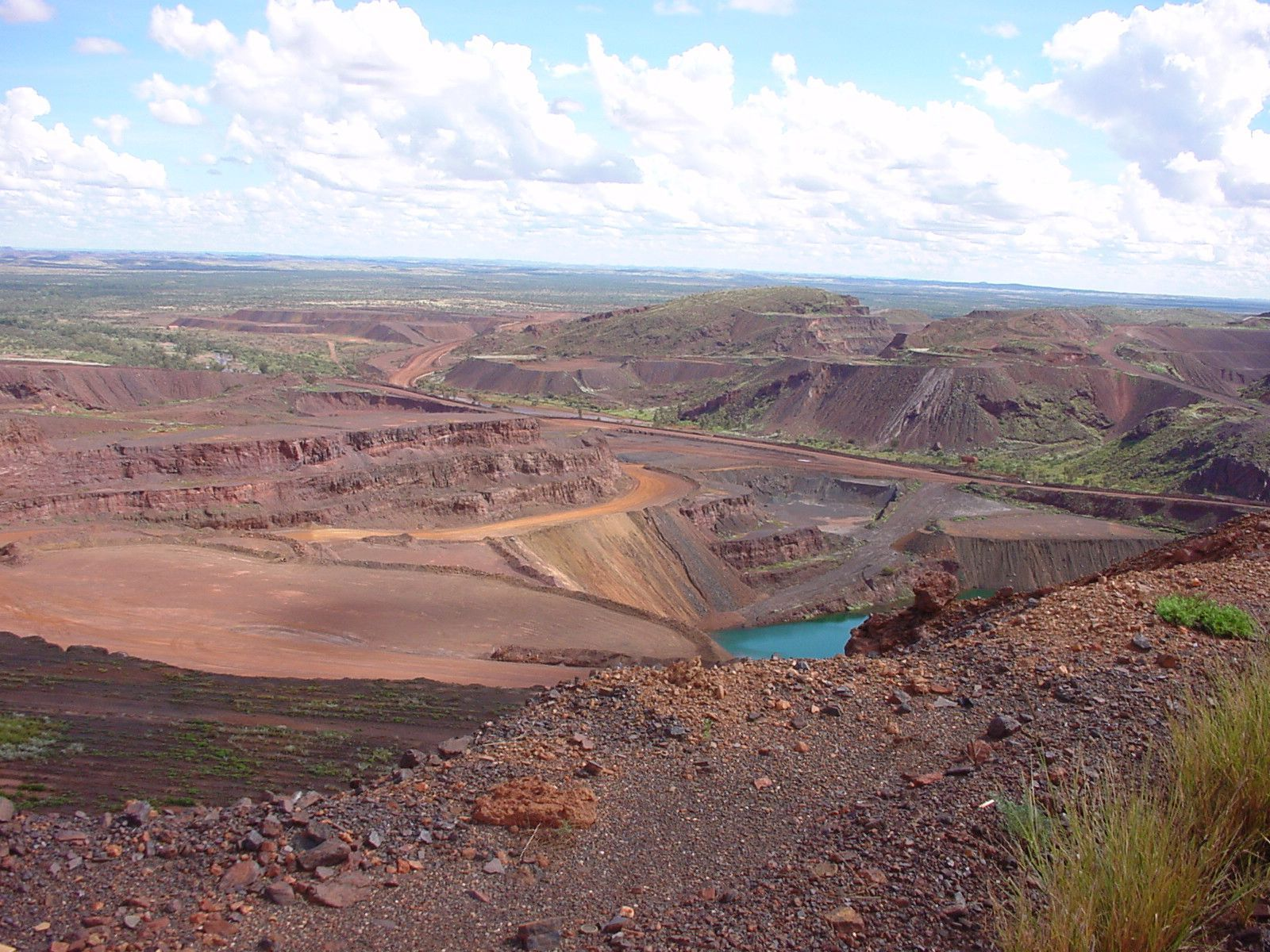